# Вајт Сити (Канзас)
Вајт Сити (енгл. White City) град је у америчкој савезној држави Канзас.

## Демографија
По попису из 2010. године број становника је 618, што је 100 (19,3%) становника више него 2000. године.
| Група             | 2000.       | 2010.       |
| Белци             | 491 (94,8%) | 584 (94,5%) |
| Афроамериканци    | 4 (0,8%)    | 5 (0,8%)    |
| Азијати           | 1 (0,2%)    | 2 (0,3%)    |
| Хиспаноамериканци | 12 (2,3%)   | 13 (2,1%)   |
| Укупно            | 518         | 618         |